# Patafísica

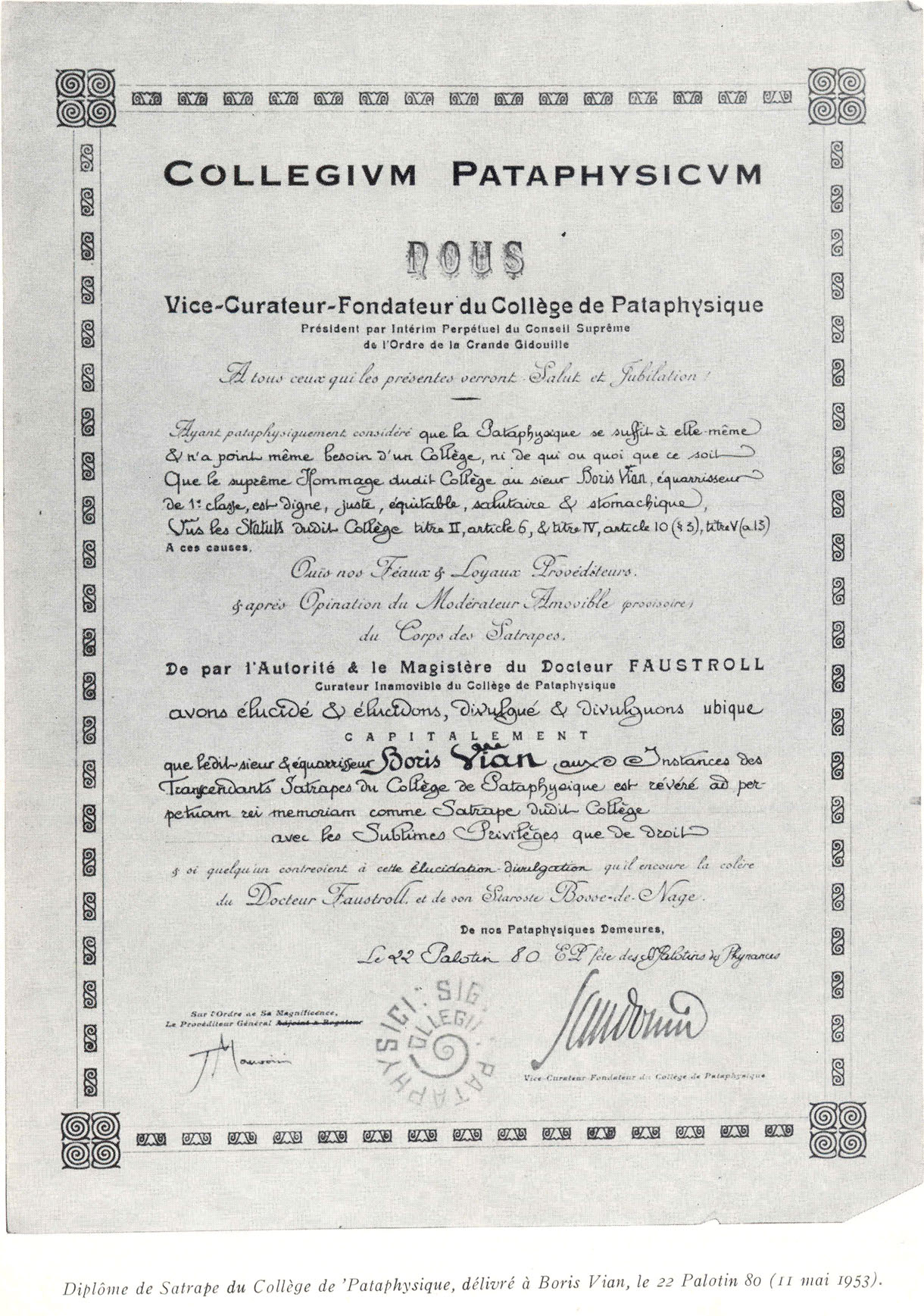
Título de Sátrapa de Boris Vian"avec les Sublimes Privilèges que De Droit"(con los sublimes privilegios que le corresponden conforme a Derecho)abajo en el centro:Pataphysici Sig. (sigillum) Collegii(sello del Colegio de Patafísica)

La patafísica es un movimiento cultural francés de la segunda mitad del siglo XX vinculado al surrealismo. El nombre proviene de la obra Gestas y opiniones del doctor Faustroll, patafísico, de Alfred Jarry. A raíz de su lectura, algunos admiradores empezaron a practicar una ciencia paródica llamada patafísica, dedicada «al estudio de las soluciones imaginarias y las leyes que regulan las excepciones».

## Etimología
La palabra «patafísica» es una contracción de ἐπὶ τὰ μετὰ τὰ φυσικά («epí ta metá ta physiká»), que se refiere a «aquello que se encuentra “alrededor” de lo que está “más allá” de la física».

## Descripción
La patafísica se basa en el principio de la unidad de los opuestos, y se vuelve un medio de descripción de un universo complementario, constituido por excepciones. En el universo de Alfred Jarry todo es anormalidad, donde la regla es la excepción de la excepción. La regla es lo extraordinario, y eso explica y justifica la existencia de la anormalidad.
El mismo libro Gestas y opiniones del doctor Faustroll, patafísico la describe como:

«La patafísica es la ciencia de las soluciones imaginarias (...)».

En 1948, como burla de los colegios profesionales o las academias del arte y las ciencias, Mélanie Le Plumet, Oktav Votka y J-H Sainmont fundaron el Colegio de Patafísica, una organización dedicada a difundir la patafísica, que otorgaba títulos rimbombantes a sus miembros. El segundo colegio patafísico se fundó en la ciudad de Buenos Aires, a instancias de los artistas Eva García,  Albano Rodríguez y Esteban Fassio.
A lo largo de los años, numerosos artistas fueron cooptados como «Sátrapas» y/o participantes del colegio de patafísica, entre ellos Raymond Queneau, Enrico Baj, Boris Vian, Eugène Ionesco, Jean Genet, Jacques Prévert, Joan Miró, Umberto Eco, Juan Esteban Fassio y Fernando Arrabal.
Un autor estadounidense, Pablo López, creó también una adición a la ciencia llamada la patáfora (en particular, en Closet ' Pataphysics, 1990 y Pataphors, Universidad de Hollins, 1994). Les Carnets du Collège de ’Pataphysique n.º 22 (décembre 2005) dan un conjunto de ejemplos de patáforas literarias ilustradas fotográficamente. Y en marzo de 2007, un periodista escribió un artículo para el periódico chileno Granvalparaiso sobre el uso de patáforas por el gobierno chileno.[cita requerida]